# ジャパンホームビデオ
ジャパンホームビデオ株式会社は、1984年に創業した日本のビデオメーカー兼配給会社で、メーカーとしては一般作品とアダルト作品を制作している。一般作品の主力レーベルはJHV、アダルトビデオ作品の主力レーベルはアリスJAPAN。

## 最初期
最初期のビデオメーカー・日本ビデオ映像（1985年倒産）の創業メンバーで制作部門の中心人物だった升水惟雄が独立し1984年5月に設立、当初より他社作品の配給業務も行っていた。初期は「ジャパンホームビデオ」名義（通称「ぺんぎん」レーベル）で自社作品をリリースしていたが、1986年4月に一般作品を扱う「JHV」レーベルと、アダルト作品を扱う「アリスJAPAN」レーベルを設立し、レーベルごとの作品カラーを明確にさせた。

## 一般作品
「JHV」レーベルでオリジナル作品、他社制作作品、共同制作作品などの多岐にわたるジャンルを扱っていたが、1990年9月に「Vムーヴィー」、「Vアニメ」の両レーベルを発足させ、オリジナルビデオはこれらのレーベルに集約、「JHV」は劇場公開作品やその他の作品向け中心へと仕分けしている。「JHV」での代表作は菊地秀行原作のアニメ作品『妖獣都市』や、日本初のスプラッタホラーとして知られる『死霊の罠』などがある。また「Vムーヴィー」では、『監禁逃亡』シリーズ（1992年-1999年）や実写版『けっこう仮面』（1991年-1993年）シリーズなどがヒットした。また、鶴田法男監督のデビュー作『ほんとにあった怖い話』（1991年-1992年）シリーズは、「Jホラーの原点」と呼ばれ、1999年からはフジテレビで稲垣吾郎をホストとした人気テレビシリーズになった。

## アダルト作品
アリスJAPANとしては、1986年6月10日発売の舵川まり子『セクシー・バイオレンス 涙の復讐』が最初の作品となる。各時代の人気AV女優のキャスティングに力を入れ、『ズームアップ』シリーズ、『フラッシュバック』シリーズ、『女尻』シリーズなどの人気シリーズを次々に世に送り出し、アダルトビデオ業界を代表するレーベルの一つとなった。
近年では萩原舞（デビューから3作は「みるくる」レーベル（株式会社イー・アイ・シー）より発売）、美竹涼子・蒼井そら・吉沢明歩・みひろ（関連会社であるマックス・エーとの2社専属）、松島かえで（デビューは宇宙企画（メディアステーション））、麻美ゆま（インディーズメーカー・S1との2社専属）といった人気女優を多数輩出している。その一方では、葉山レイコ、小沢なつき、真梨邑ケイといったメジャー級の芸能人をキャスティングした準ハードコア作品も発表している。
この他1987年から1989年にかけては『ボッキー』シリーズ専用の「アリスBECKER」レーベルを、1989年から1995年にかけては持ち込み作品を扱う「ディレクターズ」レーベルを運営したほか、1994年9月からは『人間廃業』シリーズや『逆ソープ天国』シリーズなどで知られる「バビロン」レーベルを、1995年2月からは企画作品中心の「エロチカ」レーベルを運営している。ただし、DVDについては女優物は知名度の高い「アリスJAPAN」、企画物は「エロチカ」にレーベル名が統一されている。
2011年からは専属の若手AV女優によるアイドルユニット「アリスた〜ず★」を結成。

## ゲームソフト
1990年代前半、PC-9801やWindows用のゲームソフトを販売していた。ヒット作には『卒業 〜Graduation〜』が挙げられる。
いわゆる性表現を伴うアダルトゲームはアリスJAPANで現在も発売している。
以下にはJHV名義で発売した非アダルトゲームのタイトルを挙げる。
- 卒業 〜Graduation〜
- 卒業II 〜Neo Generation〜

※ ゲーム中の「未成年者による飲酒・喫煙」描写を理由にソフ倫から18歳未満販売禁止指定を受けた（当時R指定が未制定だったため、後にR指定の制定に伴い緩和）。
- デザートドラグーン
- スタークルーザー2
- アトランティア
- アグレガード
- 卒業クロスワールド（Windows版）

## 関連会社
- マックス・エー